# Правила угона
«Правила угона» — российско-украинский криминальный телесериал 2009 года.

## Сюжет
Саша Волков работает на СТО, он хочет разбогатеть и со временем открыть собственный автомагазин. В этом его сопровождают друзья: Йорик, Ахмет, Бушеми и Длинный. Несмотря на юный возраст, Александр профессионал в своем деле, всё свободное время Волков посвящает машинам. Но о честном заработке Саша может только мечтать: весь автобизнес в городе контролируют две враждующие группировки, одну из которых возглавляет депутат и бизнесмен Идрис Далаков, а другую владелец автосклада — Влад Ботов.
Заручившись поддержкой властей и милицейского руководства, автомафия выработала особый кодекс — правила угона. Закрыв глаза на беспредел, самые влиятельные люди города могут не тревожиться о неприкосновенности своих авто.
12 ноября 2012 года на Заседании Совета по развитию гражданского общества и правам человека в Кремле кинокритик Даниил Дондурей упоминает сериал «Правила угона» в качестве примера криминализации отечественного телеэфира.
В 2010 году на XII Международном кинофестивале DetectiveFEST в Москве сериал получил Гран-При в номинации «Детективные телевизионные сериалы (или серия с законченным сюжетом)».
Сериал вдохновил группу «Ресурс», работающую в стиле рэпкор, на создание песни «Правила угона».

## В главных ролях
- Александр Голубев — Александр Волков
- Иван Жидков — Сергей Гуров
- Ацамаз Байкулов — Ахмет Юсупов
- Ольга Гришина — Анна Туманова
- Александр Кобзарь — Ботов
- Сергей Векслер — Идрис Далаков
- Дарья Мельникова — Анжела Ботова
- Владимир Яглыч — Амбал
- Валентин Терехов — Бушеми
- Сергей Стрельников — Длинный
- Александр Ефимов — Антон Рыжков
- Владимир Симонов — мэр города
- Ярослав Жалнин — Лёшка
- Сергей Романюк — Гуров-старший